# Physoloba insularis
Physoloba insularis är en fjärilsart som beskrevs av Aurivillius 1920. Physoloba insularis ingår i släktet Physoloba och familjen mätare. Inga underarter finns listade i Catalogue of Life.